# Rita Kirst
Rita Kirst z domu  Schmidt (ur. 21 października 1950 w Großgrimma) – niemiecka lekkoatletka startująca w barwach NRD, specjalistka skoku wzwyż, wielokrotna medalistka halowych mistrzostw Europy.
Rozpoczęła międzynarodową karierę w wieku 16 lat zajmując 2. miejsce w finale Pucharu Europy w 1967 w Kijowie (przegrała jedynie z Antonina Okorokową ze Związku Radzieckiego). Następnie zdobyła złoty medal na europejskich igrzyskach halowych w 1968 w Madrycie wyprzedzając Virginię Bonci z Rumunii i Okorokową. Na igrzyskach olimpijskich w 1968 w Meksyku zajęła 5. miejsce. Ponownie zwyciężyła na europejskich igrzyskach halowych w 1969 w Belgradzie, przed Bułgarką Jordanką Błagoewą i Łazariewą (Okorokową). Podczas mistrzostw Europy w 1969 w Atenach zajęła w finale 4. miejsce. Na halowych mistrzostwach Europy w 1970 w Wiedniu zdobyła brązowy medal, przegrywając jedynie z Iloną Gusenbauer z Austrii i Cornelią Popescu z Rumunii. Niepowodzeniem był występ na halowych mistrzostwach Europy w 1971 w Sofii, w których zajęła 10. miejsce.
Na mistrzostwach Europy w 1971 w Helsinkach ponownie zajęła 4. miejsce. Zwyciężyła na halowych mistrzostwach Europy w 1972 w Grenoble, wyprzedzając swą koleżankę z reprezentacji NRD Ritę Gildemeeister i Błagoewą. Jej wynik, 1,90 m, był nowym halowym rekordem świata. Na igrzyskach olimpijskich w 1972 w Monachium zajęła 5. miejsce. zajęła 2. miejsce w finale Pucharu Europy w 1973 w Edynburgu (za Błagoewą).
Zdobyła brązowy na halowych mistrzostwach Europy w 1974 w Göteborgu, za Rosemarie Witschas z NRD i Miladą Karbanovą z Czechosłowacji. Na mistrzostwach Europy w 1974 w Rzymie po raz trzeci zajęła 4. miejsce. Była ósma na halowych mistrzostwach Europy w 1976 w Monachium. Wystąpiła na igrzyskach olimpijskich w 1976 w Montrealu, ale nie zakwalifikowała się do finału.
Rita Schmidt-Kirst była mistrzynią NRD w skoku wzwyż w latach 1967–1972 i w 1975, a wicemistrzynią w 1973, 1974 i 1976. W hali była mistrzynią w latach 1968–1970, 1972 i 1974, a wicemistrzynią w 1971, 1975 i 1976.
Trzykrotnie poprawiała rekord swego kraju doprowadzając go do wyniku 1,90  m, uzyskanego 21 maja 1972 w Erfurcie.
Najlepszy wynik Rity Kirst na otwartym stadionie wynosił 1,90 m, a w hali 1,92 m, osiągnięty 17 lutego 1974 w Sofii.
W 1972 wyszła za mąż za Joachima Kirsta, dwukrotnego mistrza Europy w dziesięcioboju. Jego brat Edgar Kirst, skoczek wzwyż, ożenił się w 1975 z Juttą Krautwurst, która zdobyła brązowy medal w skoku wzwyż na igrzyskach olimpijskich w 1980 w Moskwie.